# کوگنهایم
کوگنهایم (به فرانسوی: Kogenheim) یک کمون در فرانسه با جمعیت ۱٬۰۶۴ نفر است که در Canton of Benfeld واقع شده‌است.